# Gongromyia
Gongromyia is een vliegengeslacht uit de familie van de roofvliegen (Asilidae).

## Soorten
- G. bulla Londt, 2002